# خان حسين خاني
خان حسين خاني (بالفارسية: کاروانسرای حسینخانی) هو خان تاريخي يعود إلى عصر القاجاريون، ويقع في همدان.